# Măcin-bjergene
Măcin-bjergene (rumænsk: Munții Măcin) er en bjergkæde i Tulcea County, Rumænien. De er en del af det nordlige Dobruja-massivet og ligger mellem Donau-floden mod nord og vest, Taița-floden og Culmea Niculițelului mod øst og Casimcea-plateauet mod syd. Set fra Donau virker de kun lave bakker. De er dog en bjergrig region.
Măcin-bjergene er et af de ældste bjergområder  i Rumænien, dannet i den anden del af palæozoikum, i karbon og perm, under den hercyniske orogeni. Den dominerende stenart er granit. Erosion (forårsaget af temperaturforskelle) har skabt stejle skråninger, med et aspekt af ruiner.
De er opdelt i Culmea Măcinului (den sydlige del) og Culmea Pricopanului (den nordlige del). Den højeste top er Țuțuiatu (også kaldet Greci), som har en højde på 467 meter over havet. Andre højdepunkter er Priopcea Hill (410 m) og Muntele lui Iacob (Iacob's Mountain - 341 m).

## Vegetation og fugleliv
Udover Balkan- og sub-Middelhavets skove har Măcin-bjergene også et betydeligt stykke steppe, hvilket gør det til en god fuglelokalitet. Området er et rasteområde for forskellige trækfuglearter, især rovfugle, der ankommer her om efteråret. Regionen er hjemsted for arter som turteldue, amursvale, hortulaner og flere andre. Măcin-bjergene er også jagtmarkerne for ørnevåge (Buteo rufinus), en af Europas største musvåger. Den deler bjergene med andre rovfugle såsom slangeørn, dværgørn, balkanhøg og slagfalk.